# Бадровка
Бадровка — село в Малосердобинском районе Пензенской области России. Входит в состав Майского сельсовета.

## География
Село находится в южной части Пензенской области, в пределах южной части Приволжской возвышенности, в лесостепной зоне, к западу от автодороги Р158, на расстоянии примерно 20 километров (по прямой) к юго-востоку от села Малая Сердоба, административного центра района. Абсолютная высота — 216 метров над уровнем моря.

### Климат
Климат характеризуется как умеренно континентальный, с относительно жарким летом и холодной продолжительной зимой. Средняя температура воздуха самого холодного месяца (января) составляет −13 °C; самого тёплого месяца (июля) — 20 °C. Продолжительность безморозного периода равна 140—150 дней. Годовое количество атмосферных осадков — 497 мм, из которых большая часть выпадает в тёплый период. Снежный покров держится в течение 130—140 дней.

### Часовой пояс
Село Бадровка, как и вся Пензенская область, находится в часовой зоне МСК (московское время). Смещение применяемого времени относительно UTC составляет +3:00.

## Население
| 1859 | 1884 | 1897 | 1914 | 1921 | 1939 | 1959 |
| ---- | ---- | ---- | ---- | ---- | ---- | ---- |
| 39   | ↗281 | ↗350 | ↗477 | ↘436 | ↘209 | ↘193 |
| 1970 | 1979 | 1989 | 1996 | 2002 | 2010 | 2021 |
| ↗280 | ↘178 | ↘146 | ↘127 | ↘100 | ↘69  | ↘37  |

### Национальный состав
Согласно результатам переписи 2002 года, в национальной структуре населения русские составляли 95 % из 100 чел.